# Amelia Rose Blaire
Amelia Rose Blaire, née le 20 novembre 1987 à New York, est une actrice et streameuse américaine.
Elle se fait remarquer pour ses rôles de Willa Burrell, une vampire, dans la série télévisée True Blood (2013-2014) et pour celui de Piper Shaw dans Scream (2015-2016).
Elle fait également des diffusions en direct sur Twitch avec son compagnon Bryan Dechart.

## Biographie
Amélia Rose Blaire naît à New York, le 20 novembre 1987, mais grandit cependant à Los Angeles avec sa famille.
Enfant, elle est passionnée de dance classique et découvre par la suite son amour pour l'art dramatique après avoir joué dans la pièce de théâtre de son lycée : Bye Bye Birdie. A l'âge de quinze ans, elle étudie donc la comédie avec un programme de deux ans à la The Sanford Meisner Center for the Arts (en) situé à Hollywood en Californie.
Elle réalise un stage d'été à la British American Drama Academy à Londres, où elle étudie le théâtre de Shakespeare. En commençant à travailler avec l'actrice Lindsay Crouse, celle-ci va la diriger vers la Atlantic Theater Company à New York où Amelia Rose étudiera de nouveau le théâtre afin de mieux apprendre et comprendre le métier d'acteur. Après l'obtention de son diplôme, elle intègre le programme de la Tisch School of the Arts de New York.

## Vie privée
En 2012, elle rencontre l'acteur américain Bryan Dechart sur le tournage du film Commencement. Ils se fiancent le 10 juin 2017 à Versailles et se marient le 30 juin 2018 à San Luis Obispo en Californie.

## Filmographie

### Cinéma

#### Longs métrages
- 2012 : Commencement de Steve Albrezzi : Christa Richomd
- 2015 : Caught (film, 2015) (en) de Maggie Kiley (en) : Paige
- 2018 : Angels in Stardust (en) de William Robert Carey : Loretta

#### Courts métrages
- 2012 : Sitter Wars de John-Arthur Ingram : Ariel
- 2013 : This Is Where We Go de Nick Smoke : Annie
- 2013 : The Colony de Thom Wyatt : Shelby Baker
- 2017 : Echelon de Bryan Dechart : Cyra
- 2018 : Desert Prayer de Amelia Rose Blaire : Kora
- 2018 : You'll Only Have Each Other de Alison-Eve Hammersley : Maggie
- 2020 : Famous Adjacent de Lee Cipolla : Lisa

### Télévision

#### Séries télévisées
- 2002 : La Vie avant tout : Jane Kelher (saison 3, épisode 11)
- 2010 : Drop Dead Diva : Abbey Tildon (saison 2, épisode 12)
- 2010 : 90210 Beverly Hills : Nouvelle génération : Laura Mathison (4 épisodes)
- 2011 : The Protector : Bridget (saison 1, épisode 6)
- 2011 : Grimm : Sarah Jessup (saison 1, épisode 5)
- 2012 : Touch : Natalie (saison 1, épisode 7)
- 2012 : The Glades : Brooke Hudson (saison 3, épisode 2)
- 2012 : Perception : Annie (saison 1, épisode 8)
- 2012 : Royal Pains : Fiona (saison 4, épisode 12)
- 2013 : New York, unité spéciale : Nicole Price (saison 15, épisode 5)
- 2013-2014 : True Blood : Willa Burrell (19 épisodes)
- 2014 : Mentalist : Bibby Fortensky (saison 7, épisode 4)
- 2015 : Grey's Anatomy : Hilary List (saison 11, épisode 12)
- 2015 : Blue Bloods : Sarah Grant (saison 5, épisode 18)
- 2015-2016 : Scream : Piper Shaw (12 épisodes)
- 2016 : Esprits criminels : Violet (saison 11, épisode 14)
- 2016 : Quantum Break (web-série) : Amy Ferraro (1 épisode)
- 2018-2020 : Vampire: The Masquerade : L.A. By Night (web-série) : Suzanne Rochelle (4 épisodes)
- 2019 : The Golden Spiral (web-série) : Onyx (6 épisodes)

#### Téléfilm
- 2015 : Jesse Stone: Lost in Paradise (en) de Robert Harmon : Amelia "Charlotte" Hope

### Clip vidéo
- 2018 : Trouble Man de Chris Pierce (en)

## Doublage

### Jeux vidéo
- 2016 : Quantum Break : Amy Ferraro (voix et capture de mouvement)
- 2018 : Detroit: Become Human : Traci (voix et capture de mouvement)
- 2020 : Cyberpunk 2077 : Theo / voix additionnel